# Gertrud Orff
Gertrud Orff (* 9. August 1914 in München; † 1. Mai 2000 in München; geborene Willert) war eine deutsche Musiktherapeutin.

## Werdegang
Über den Werdegang Gertrud Willerts vor der Eheschließung mit Carl Orff (1895–1982) ist wenig bekannt. Nach dem Abitur besuchte sie eine kaufmännische Privatschule. Entgegen dem väterlichen Wunsch eines Medizinstudiums widmete sie sich der Musik und lernte so Carl Orff kennen. Sie war zunächst seine Schülerin und von 1939 bis 1953 seine zweite Ehefrau. Sie war an der Entwicklung des Orff-Schulwerks beteiligt und erprobte es unter anderem an öffentlichen Schulen in den USA. Dabei machte sie auch erste Erfahrungen in der Arbeit mit behinderten und entwicklungsgestörten Kindern. Als erste eigenständige Werke erschienen von 1954 bis 1959 unter dem Namen Gertrud Willert-Orff vier Bände mit dem Titel Kleine Klavierstücke mit ihr als Komponistin. Ihre Hauptwerke als musiktherapeutische Fachautorin Die Orff-Musiktherapie. Aktive Förderung der Entwicklung des Kindes (1974) und Schlüsselbegriffe der Orff-Musiktherapie (1984) erschienen dann unter dem Namen Gertrud Orff. Sie wurden auch in englischer, französischer, spanischer und japanischer Sprache veröffentlicht.
Von 1970 bis zu ihrer Pensionierung 1984 arbeitete sie als Musiktherapeutin am sozialpädiatrischen Kinderzentrum München bei Theodor Hellbrügge, der ihre Arbeit unterstützte und ihre Veröffentlichungen förderte.

## Wirken
Gertrud Orff ist eine der ersten deutschsprachigen Musiktherapeuten und entwickelte die nach ihr benannte Orff-Musiktherapie, die einer heilpädagogischen Ausrichtung der Musiktherapie zugeordnet werden kann oder auch als entwicklungsorientierte oder kindzentrierte, entwicklungsfördernde Musiktherapie bezeichnet wird.
Sie richtete sich vor allem an Kinder mit Sinnesschädigungen, Entwicklungsstörungen, anderen Behinderungen oder mit einer Autismus-Spektrum-Störung. Ihre Arbeit griff die Ideen einer Elementaren Musikpädagogik, eines spielerischen und multisensorischen Vorgehens auf und entwickelte sie weiter zu einer individuell auf die Bedürfnisse von Kindern mit Beeinträchtigungen abgestimmten Methodik.
Schlüsselbegriffe der Orff-Musiktherapie wird in dem Überblickswerk Literaturkompass Musiktherapie als historisch bedeutsames Werk gekennzeichnet, das bis in die jüngere Zeit als Anregung zur Auseinandersetzung dient.
Sie engagierte sich für die Entwicklung des entstehenden Berufsbildes Musiktherapie in der Vorläuferform der Deutschen Musiktherapeutischen Gesellschaft.
Ab 1980 gab sie ihr Wissen zunächst in Kursen weiter, aus denen ab 1986 eine Weiterbildung entstand, die weiterhin von der Deutschen Akademie für Entwicklungsförderung und Gesundheit des Kindes und Jugendlichen e.V. fortgeführt wird. Ein Jahr vor ihrem Tod war sie an der Gründung der Gesellschaft für Orff-Musiktherapie beteiligt.
Zu ihren Schülerinnen zählen u. a. die Musiktherapeutinnen Christine Plahl und Susanna Filesch (Katholische Stiftungshochschule München), Karin Schumacher (Universität der Künste Berlin), Ursula Stiff (neues musik forum) und Melanie Voigt (Kinderzentrum München).

## Ehrungen
- 1986: Verdienstkreuz am Bande der Bundesrepublik Deutschland für besondere Verdienste in der Arbeit mit behinderten Kindern.